# Тренировочный центр Траффорда
Трениро́вочный центр Тра́ффорда (англ. Trafford Training Centre, спонсорское название — Aon Training Complex), также известный как Ка́ррингтон (англ. Carrington) —  тренировочная база английского футбольного клуба «Манчестер Юнайтед» и его Академии. Расположена в посёлке Каррингтон в Траффорде, графство Большой Манчестер. Главное здание было официально открыто  26 июля 2000 года, спустя полгода после первой тренировки основной команды на базе, а здание Академии клуба открылось в 2002 году. Здание Академии клуба является базой для всех молодёжных команд «Манчестер Юнайтед», начиная с команды до 9 лет и заканчивая командой до 16 лет. Основное здание центра является базой для резервной и основной команды «Манчестер Юнайтед». Этот тренировочный центр заменил старую тренировочную базу клуба, которая называлась «Клифф» (англ. The Cliff).
На территории тренировочного центра расположено 14 футбольных полей разного размера, а также тренировочная и реабилитационная зоны, кабинеты физиотерапевтов и массажистов, лечебные и гидротерапевтические бассейны, сауна, парилка, тренажёрный зал, площадки для сквоша и баскетбола, ресторан для игроков и персонала, конференц-зал, офисы и аудитории. Имеется даже собственная телевизионная студия, которая берёт интервью у игроков и персонала для клубного телевидения. Тренировочный центр уже получил от прессы прозвище «Крепость Каррингтон» (англ. Fortress Carrington) из-за своего забора длиной 2,4 км и порядка 30 000 деревьев, окружающих его по периметру. Считается, что такое ограждение может защитить тренировочный центр от журналистов и шпионов клубов-соперников,  желающих узнать тактику команды на предстоящие матчи.
Общая площадь тренировочного центра составляет порядка 43,2 га, хотя клуб использует из них лишь 28,4 га. Оставшаяся площадь сдаётся в аренду местному фермеру, а также включает небольшой участок природоохранной территории, которым владеет клуб и чеширский фонд дикой природы.
В апреле 2013 года «Манчестер Юнайтед» заключил восьмилетний контракт с компанией Aon по продаже прав на название тренировочного центра, который с тех пор называется «Тренировочный комплекс Aon» (англ. Aon Training Complex). Сумма контракта оценивается в районе 120 млн фунтов или 15 млн фунтов в год.